# 锅贴

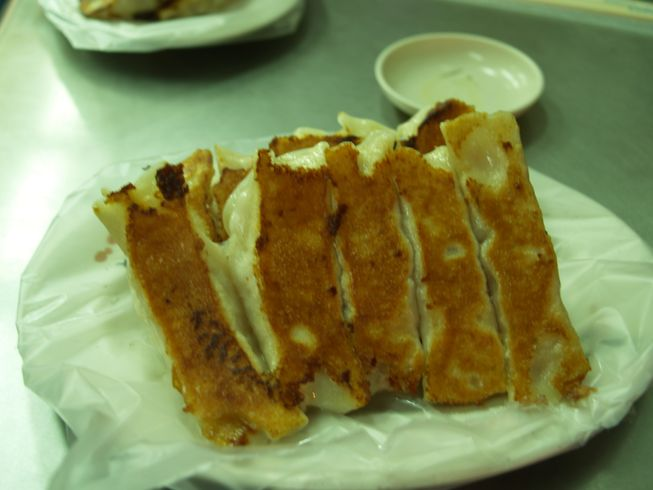
臺灣臺北市寧夏夜市的鍋貼。

锅贴是指包有餡細長型兩端開口，用少量油和水煎熟的麵食。在中国北方農村指在大鐵鍋中以雜糧麵做成的餅。
锅贴通常的做法是在平底锅锅底涂一些食用油以防粘底，然后将锅贴排放到锅内，在火上浇入水，有时加入一些醋，再盖上锅盖焖熟。

## 各地鍋貼
有的地區的人認為鍋貼與煎餃不同，除了包法不同，鍋貼不似煎餃需蒸熟後用油煎，而是直接生煎，且現多使用平底鍋。鍋貼亦指一種烹飪手法，如鍋貼豆腐、鍋貼乳餅、鍋貼里脊、鍋貼鯽魚片、鍋貼金錢野雞、鍋貼百花雞、鍋貼黃魚等，是比煎放稍多油的一種方法，起鍋後食材多半呈長塊狀，與油煎兩面的「𤌙」（音同「他」）有所不同，如鍋𤌙豆腐，煎、貼、燒等易混淆。
锅贴的形状各地不同，天津锅贴类似褡裢火烧。因梅蘭芳而知名的青島十樂坊鍋貼店與台灣鍋貼相同，一般在秦嶺淮河以南的稻米產區，較多類煎餃的鍋貼。
在台灣，四海遊龍與八方雲集為主要的锅贴連鎖餐廳，鍋貼的口味除了一般豬肉外，還有韓式泡菜等其他口味。

## 起源
鐵鍋盛行於宋代，故鍋貼類菜餚多為河南開封菜系，鍋貼創始則箭垛式的指向宋太祖。
- 第一種說法：蒙古的遊牧民族只帶著少許廚具，於是把生水餃拿去煎。
- 第二種說法：慈禧太后看到餃子不新鮮就會把它丟到皇宮圍牆後，而城外乞丐就會去撿來煎。惟慈禧太后、乾隆皇帝、蘇東坡為三大箭垛式人物，無可靠來源，基本為假說。
- 第三種說法：据传，北宋建隆三年春正月庚申初一，因皇太后丧事刚完，宋太祖不受百官朝贺新春，不思茶饭。 午后独自在院中散步，忽然一股香气飘来，顿感心旷神怡，便寻着香气走到了御膳房，但见御厨正将没煮完的剩饺子放在铁锅内煎着吃，看到太祖进来大气不敢出。 这时太祖几天也没好生进补，此时香味勾起了食欲，就让御厨铲几个尝尝，这一尝不要紧，直觉得焦脆软香，煞是好吃，一连吃了四、五个。 后问这叫什么名字，御厨一时答不上来，太祖看了看用铁锅煎的饺子就随口说，那就叫锅贴吧。 正月庚午十一太祖到迎春苑宴会射箭，宴请大臣时让御厨做了这道锅贴赏给大家享用，御厨们从口味到外形加以改进，众臣食后倍加赞赏。 后来这道锅贴从宫中传到了民间，又经过历代厨师们的不断研究和改进，最终成为如今的锅贴。 （页面存档备份，存于）

## 蘸料
蘸料的通常配方是镇江香醋，有人喜欢加入辣酱。海外中餐馆，也提供甜酸酱或酱油。
日本吃法除了蘸辣油與醬油混和柑橘醋調味以外，更有白醋加胡椒的吃法受到歡迎。而在东南亚国家，沾醬五花八門，而眾多國家人民習慣以辣醬搭配各種辛香料為佐。